# Betty Arbuthnott
Elizabeth "Betty" Carnegy-Arbuthnott (ur. 4 lutego 1906 w Kensington, zm. 24 stycznia 1985 w Richmond) – brytyjska florecistka, dwukrotna medalistka mistrzostw świata.
Podczas mistrzostw świata w Budapeszcie w 1933 roku (oficjalnie zawody tego cyklu rozgrywane są pod tą nazwą dopiero od 1937) Brytyjki w składzie: Betty Arbuthnott, Mary Geddes, Judy Guinness i Gwendoline Neligan zdobyły srebrny medal we florecie drużynowym. Ponadto tej samej konkurencji zdobyła również brązowy medal na mistrzostwach świata w Monte Carlo w 1950 roku. 
Na igrzyskach olimpijskich w Berlinie w 1936 roku odpadła w pierwszej rundzie turnieju florecistek. Na rozgrywanych w 1948 roku igrzyskach olimpijskich w Londynie również nie awansowała do drugiej rundy.
Dwukrotnie zdobywała mistrzostwo kraju we florecie indywidualnym: w latach 1939 i 1947.